# かんさい熱視線
『かんさい熱視線』（かんさいねっしせん）は、2008年4月4日より近畿地方のNHK総合テレビジョンで放送されているNHK大阪放送局制作の地域情報番組である。

## 概要
『関西クローズアップ』に代わって開始されたルポルタージュ番組である。「誰もが知りたいと思っていることを我々が代わって調べてくる。テーマにタブーなし」を番組のコンセプトとし、近畿地方の各自治体が抱える社会の諸問題をテーマに据え、記者レポートやゲストを招いたインタビューなどで構成される。
2012年3月まで本番組の放送は、月最終週について年10回を限度として『関西もっといい旅』に差し替えられたが、2012年4月の『えぇトコ』の開始に伴い、本番組はほぼ毎週の放送となる。また、2011年度から大阪放送局で展開されている児童福祉のための「子供を守れ!キャンペーン」の関連特集の放送も行われる。

## 現在の出演者
司会以外の出演者はその週に取り上げるテーマによって異なる。
- 三條雅幸[4]（キャスター・2025年度 - ）
- ゲスト:取材を担当した関西各放送局の記者・ディレクター、そのテーマに沿った専門家・有識者、並びに関西にゆかりのあるタレント・文化人（1－2名）

## 過去の出演者
全員キャスター役
- 住田功一[5]（2008年度 - 2010年度）
- 野村優夫[6]（2011年度 - 2013年度）
- 登坂淳一[7][8]（2014年度 - 2016年度）
- 伊藤雄彦[9][10]（2017年度 - 2019年度）
- 近田雄一[11]（2020年度 - 2024年度）

## 放送時間
放送はいずれも近畿地方のみ。なお、NHKプラスの「ご当地プラス」では見逃し配信を実施している（日本国内で視聴可）。
2022年3月まで
- 本放送：金曜日 19:30 - 19:57（2019年10月から）[1][2][12]
- 再放送：土曜日 10:55 - 11:24（祝日、年末年始、高校野球などのスポーツ中継時は休止）

2022年4月から
- 本放送：金曜日 19:30 - 19:57[14]
- 再放送：土曜日 11:15 - 11:42（祝日、年末年始、高校野球などのスポーツ中継時は休止）[14]

不定期に府県別で地域情報番組を放送する場合があり、その場合は土曜の放送が本放送となる。
2023年8月25日には、兵庫県神河町出身ののんに密着取材・インタビューした「のん、30歳。 それでも私は“荒野”をゆく」が放送され、同年12月14日に全国向けに改めて放送（関西は実質再放送）された。
2024年4月から
- 本放送：金曜日 19:30 - 19:57[15]
- 再放送：土曜日 11:25 - 11:54（祝日、年末年始、高校野球などのスポーツ中継時は休止）

## やらせ問題
2014年4月に放送された「追跡“出家詐欺”〜狙われる宗教法人〜」のやらせ疑惑が発覚。後に、放送倫理・番組向上機構（BPO）の放送倫理検証委員会が「放送倫理上、問題がある」として『クローズアップ現代』（当時）とともに審議入りの対象となった。審議の結果、『クローズアップ現代』とともに放送倫理違反に認定した。